# Деметрадзе, Шалва Ипполитович
Шалва Ипполитович Деметрадзе (1917, Шорапанский уезд, Кутаисская губерния — неизвестно, Зестафонский район, Грузинская ССР) — звеньевой колхоза имени 26 комиссаров Зестафонского района, Грузинская ССР. Герой Социалистического Труда (1949).

## Биография
Родился в 1917 году в крестьянской семье в одном из сельских населённых пунктов Шорапанского уезда. После окончания местной сельской школы трудился в личном сельском хозяйстве. В середине 1930-х годов вступил в колхоз имени 26 комиссаров Зестафонского района. В послевоенное время — звеньевой виноградарей в этом же колхозе.
В 1948 году звено под его руководством собрало в среднем с каждого гектара по 78,2 центнера винограда шампанских вин на участке площадью 3 гектара. Указом Президиума Верховного Совета СССР от 9 августа 1949 года удостоен звания Героя Социалистического Труда за «получение высоких урожаев винограда в 1947 году» с вручением ордена Ленина и золотой медали «Серп и Молот» (№ 4360).
После выхода на пенсию проживал в Зестафонском районе. С 1972 года — персональный пенсионер союзного значения. Дата смерти не установлена.